# 紙智子
紙 智子（かみ ともこ、本名：内山 智子（うちやま ともこ）、1955年1月13日 - ）は、日本共産党所属の元参議院議員 （4期）、党参議院議員団長、党常任幹部会委員、党農林・漁民局長。

## 概要
1955年、北海道札幌郡豊平町字真栄（現：札幌市清田区真栄）の農家4人兄妹（兄3人）の末子として生まれる。
昔の農家のため、田植えや稲刈りや畑の草取りやリンゴの袋かけや馬とかニワトリなどの家畜の世話など、何でも手伝った。
家族総出の農作業の思い出が、「農業の明るい未来を必ずつくりたい」という強い思いにつながっている。
短期大学時代に実業団バレーボールチーム9人制全道大会で優勝。全国大会にも出場する。
日本民主青年同盟員としても活動。実家は自由民主党支持であったが、兄と友人の影響で日本共産党に入党する。
1986年に初めて国政選挙に立候補するが、2001年に初当選するまでは参院選に4回、衆院選に3回落選している。
2024年11月に翌年7月の第27回参議院議員通常選挙には立候補せず引退することが発表され、元衆議院議員の畠山和也が比例区での後継候補とされたが投開票の結果落選した。

## 経歴
- 1955年 - 北海道札幌郡豊平町字真栄に生まれる[3]
- 札幌市立厚別小学校（現・清田小学校）、札幌市立厚別中学校（現・清田中学校）、北海道恵庭南高等学校卒業[5]。
- 1975年 - 北海道女子短期大学 （現・北翔大学短期大学部 ）工芸美術科卒業。北海道学生自治会連合書記局員[5]。
- 1976年 - 株式会社小川白衣勤務[5]。
- 1978年 - 日本民主青年同盟北海道委員、中央委員会副委員長[3]。
- 1986年 - 第14回参議院議員通常選挙に比例区から立候補するが落選。
- 1989年 - 日本共産党中央委員会青年学生部勤務。
- 1989年10月 - 党北海道委員会勤務、党国会議員団北海道事務所長[3]。
- 1993年 - 第40回衆議院議員総選挙に旧北海道4区から出馬するも落選。
- 1996年 - 第41回衆議院議員総選挙に北海道9区から出馬するも落選）
- 1998年 - 第18回参議院議員通常選挙にて北海道選挙区から出馬、60万票以上を獲るも落選。
- 2000年 - 第42回衆議院議員総選挙にて北海道2区から出馬するも落選。
- 2001年 - 第19回参議院議員通常選挙に比例区から立候補、初当選。北方領土返還・四島交流促進議員連盟副会長[3]。
- 2007年 - 第21回参議院議員通常選挙に比例区から立候補して再選を果たす[3]。
- 2013年 - 第23回参議院議員通常選挙に比例区から立候補して3選を果たす[3]。
- 2019年 - 第25回参議院議員通常選挙に比例区から立候補して4選を果たす。
- 2025年 - 第27回参議院議員通常選挙には立候補せず引退。

## 主張・活動
- 「いのち、食と農が原点」をモットーに、BSE感染牛やポストハーベストやゲノム作物[6]などの食の安心・安全に取り組み、TPP[7]や規制緩和など生産者に自己責任を迫る新自由主義的農政から、ひとと環境にやさしい農政[8]への転換を提案。東日本大震災や原発事故から住まいと生業の復興や沖縄や日露領土問題などに取り組む。
- 現在 農林水産委員会や政府開発援助等及び沖縄・北方問題に関する特別委員会や行政監視委員会に所属。2010年1月より日本共産党常任幹部会委員、党農林・漁民局長。
- 2007年にLGBTの権利獲得のためのパレード札幌レインボーマーチに参加を表明するも空転する国会情勢のため参加できず、札幌市議会議員・坂本恭子がメッセージを代読、そのメッセージでLGBTの権利獲得の障害になっているのは、格差社会を是認し社会的弱者を抹殺しようとする自民党と公明党との連立政権であると主張した。
- 2008年1月8日にマイク・ホンダが来日したとき、江田五月や神本美恵子や水岡俊一や仁比聡平と一緒にホンダが慰安婦問題に関して日本政府に公式な謝罪を要求するアメリカ合衆国下院121号決議の提出を主導し、下院で議決させたことに対し、謝意を表明した。これに対しホンダは「困難な課題だが、みなさんとセイム・ハート（同じ気持ち）だ」と応じた[9]。
- 2011年12月14日に日本軍『慰安婦』問題解決全国行動が開催した韓国水曜デモ1000回アクション in Tokyoに参加した[10][11]。

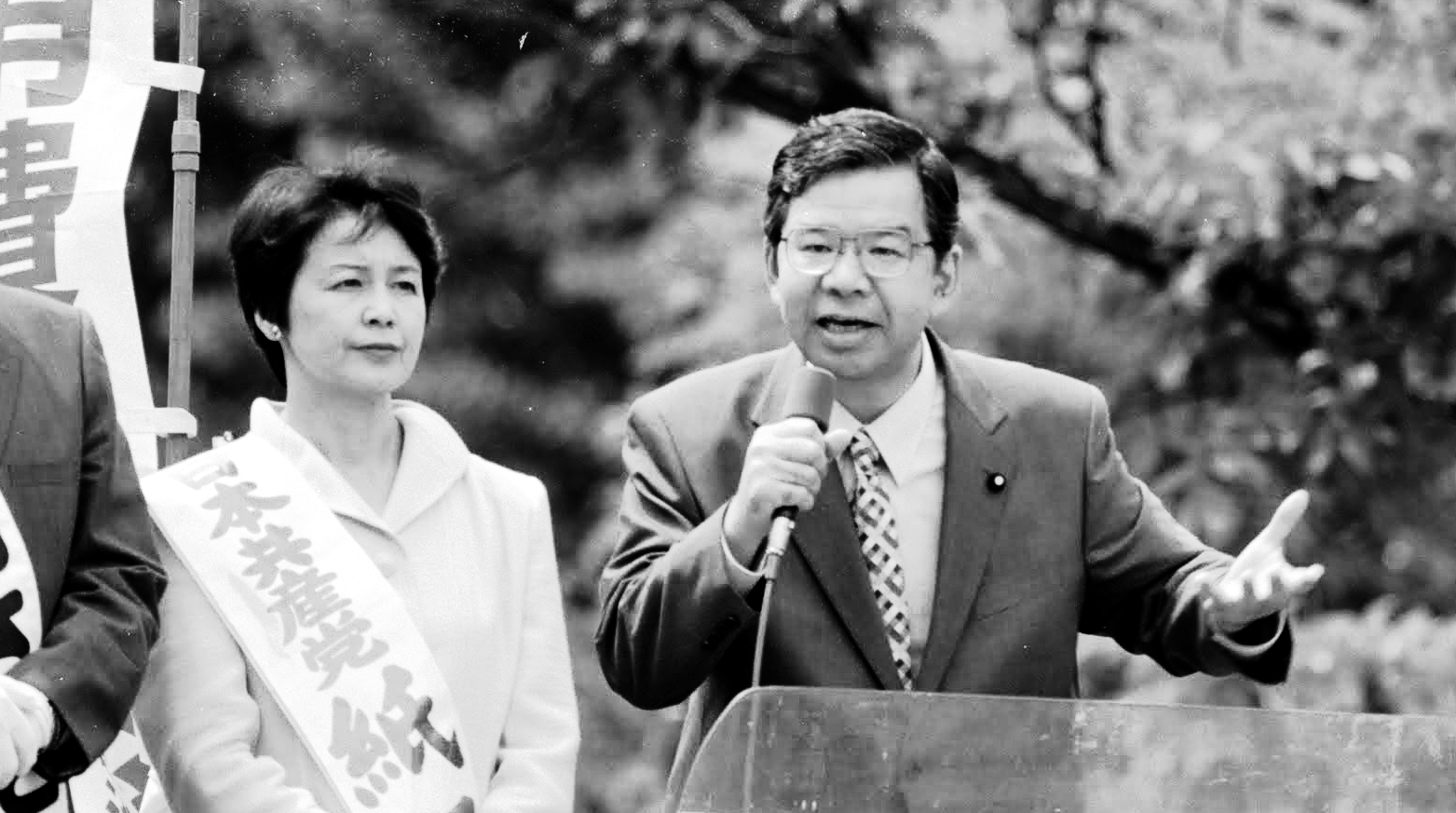
2001年7月18日、
第19回参議院議員通常選挙にて
日本共産党委員長の志位和夫（右）と

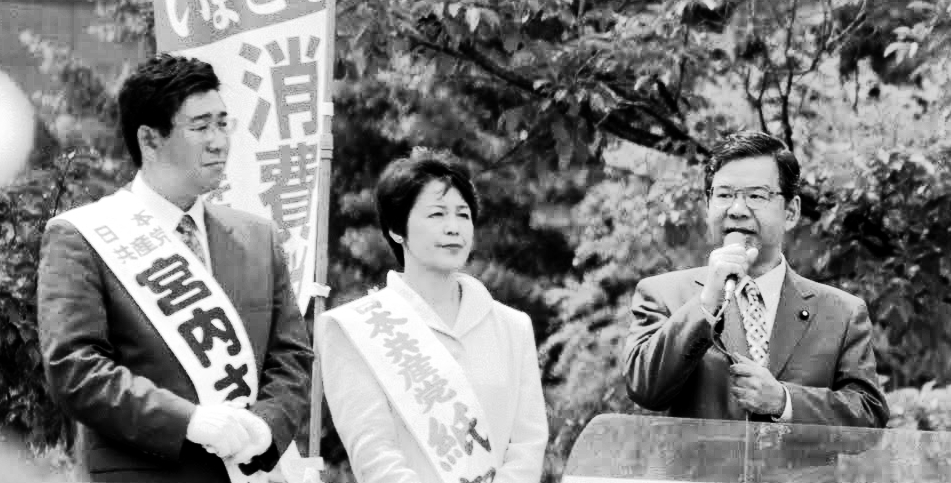
2001年7月18日、
第19回参議院議員通常選挙にて
日本共産党委員長 志位和夫（右）、
参議院議員候補宮内聡（左）と

## 政策
- 民法改正を目指す院内集会に積極的に参加するなど、選択的夫婦別姓制度導入推進に積極的にかかわっている[12]。

## 所属団体・議員連盟
- 参議院における役職等一覧
  - 農林水産委員会
  - 政府開発援助等及び沖縄・北方問題に関する特別委員会
  - 東日本大震災復興特別委員会

令和6年11月28日現在
- アイヌ政策を推進する議員の会 [13]

## 人物・家族
- 趣味は、スキーや山歩きや絵画や料理など[14]。
- 1990年代、自身が40歳前後の時に結婚した15歳年上の夫は2012年、72歳で死去している[15]。